# Rolando Gonzalez-Bunster
Rolando González Bunster (Argentina, 1947) es un reconocido entrepeneur argentino radicado en los Estados Unidos. Fundador, presidente y director ejecutivo de InterEnergy Group, una empresa multinacional energética con sede en el Reino Unido, activa en República Dominicana, Panamá, Chile, Jamaica y Uruguay.  Asistió a la Universidad de Georgetown en Washington con el expresidente Bill Clinton, de quien se hizo amigo. Actualmente es director de la Fundación Clinton. En el año 2020, un ranking de la revista Forbes lo situó entre los 20 argentinos más ricos de Latinoamérica, con una fortuna estimada de 670 millones de dólares.

## Primeros años
González-Bunster nació en 1947. Se graduó de la Universidad de Georgetown en Washington D. C. en 1968. Mientras estaba en la universidad, se hizo amigo de Bill Clinton.

## Carrera profesional
González-Bunster construyó una planta de energía montada en barcazas con Seaboard Corporation en la década de 1980.
González-Bunster se desempeñó como vicepresidente de Gulf and Western Industries. Fundó Basic Energy Ltd. (Bahamas), operador y distribuidor de energía en República Dominicana, Panamá y Jamaica. También se desempeñó como presidente del Consejo de Administración de la Empresa Generadora de Electricidad Haina, una empresa de carbón, petróleo y energía eólica activa en República Dominicana. Además, fue socio de Remington Realty, una empresa inmobiliaria con sede en Texas, e inversor en AquaCube, una empresa escocesa de purificación de agua. El Registro General de las Islas Caimán no tiene a InterEnergy Group como corporación registrada; hay otros bajo el nombre de InterEnergy.
González-Bunster fundó en 2011 InterEnergy Group, una empresa de energía basada en el Reino Unido activa en la República Dominicana, Panamá, Chile, Jamaica y Uruguay. Se desempeña como su presidente y director ejecutivo. González-Bunster también se desempeña como presidente y director del Consorcio Energético Punta Cana Macao (CEPM), un productor de energía eólica y solar que distribuye electricidad en las localidades dominicanas de Punta Cana, Bávaro y Bayahíbe.

## Filantropía y contribuciones políticas
González-Bunster es miembro del Instituto de las Américas . Es miembro de la junta directiva de la Junta de América Latina de su alma mater, la Universidad de Georgetown. En 2013, organizó el lanzamiento del Club de Antiguos Alumnos de Georgetown en República Dominicana.
González-Bunster visitó Haití junto a su hija, el Dr. Paul Farmer y Bill Clinton poco después del terremoto de 2010. ha sido miembro de la junta directiva de la Fundación Clinton desde 2013.
Gonzalez-Bunster donó $300,000 al gobernador de Virginia, Terry McAuliffe, en 2009 y 2013. Donó $100.000 dólares al Hillary Victory Fund, un SuperPAC que apoya la campaña presidencial de Hillary Clinton en 2016.

## Vida personal
Gonzalez-Bunster reside en Greenwich, Connecticut con otra propiedad,  en Casa de Campo, La Romana, República Dominicana. Tiene cinco hijos, incluido un hijo, Luis, que es parapléjico;. Una de sus hijas es fundadora de la Walkabout Foundation y está casada con Stefano Bonfiglio, cofundador de la firma de capital privado Stirling Square Capital Partners, y viven en Knightsbridge. A su boda asistieron Hillary y Bill Clinton.